# Ричмънд (Квебек)
Ричмънд (на френски: Richmond) е град в провинция Квебек, югоизточна Канада. Населението му е около 3200 души (2016).
Разположен е на 252 метра надморска височина в низината Сейнт Лорънс, на двата бряга на река Сен Франсоа и на 110 километра източно от Монреал. Селището е основано около 1798 година от заселници от Нова Англия, Монреал и долината на река Ришельо и по-късно получава името на британския губернатор на Канадите лорд Ричмънд.

## Известни личности
Родени в Ричмънд
- Мак Сенет (1880 – 1960), режисьор